# Старе Ґневневиці
Старе Ґневневиці (пол. Stare Gniewniewice) — село в Польщі, у гміні Леонцин Новодворського повіту Мазовецького воєводства.
Населення — 56 осіб (2011).
У 1975-1998 роках село належало до Варшавського воєводства.

## Демографія
Демографічна структура станом на 31 березня 2011 року:
|          | Загалом | Допрацездатний вік | Працездатний вік | Постпрацездатний вік |
| -------- | ------- | ------------------ | ---------------- | -------------------- |
| Чоловіки | 28      | 3                  | 25               | 0                    |
| Жінки    | 28      | 4                  | 18               | 6                    |
| Разом    | 56      | 7                  | 43               | 6                    |